# World Cat Congress
Le World Cat Congress (WCC) est une confédération internationale des plus grandes fédérations internationales et associations nationales félines. L'objectif du WCC est de promouvoir une meilleure compréhension et coopération entre les différentes associations félines du monde sur des sujets d'intérêt et de préoccupation mutuels.

## Objectif
Des réunions régulières ont eu lieu. Le WCC souligne l'importance de la coopération internationale entre les organisations félines et pour discuter de sujets tels que les questions vétérinaires, la micropuce, les présentations de races, la législation féline et le bien-être félin affectant tous les amoureux des chats, de l'éleveur de chats de races avec pedigree au particulier possédant un de ces félins. Chaque année se tient une réunion annuelle, traitant des propositions des 9 organismes affiliés.
Les objectifs du WCC comprennent :
- La création d'expositions félines et la coordination des dates d'expositions
- La promulgation la santé du chat
- Des conseils de législation concernant les chats
- La production et la diffusion de matériel pédagogique pour chats
- La reconnaissance et l'enregistrement des pedigrees et des éleveurs

## Histoire
En 1994, le membre FIFe italien, Associazione Nazionale Felina Italiana organise la réunion internationale « Cats and Man » à Venise et y invite les présidents des plus grosses fédérations félines internationales. C'est à partir de là qu'est née l'idée du World Cat Congress. En 1999, une charte a été rédigée. En 2001 une constitution a été convenue, cette date marquant la création officielle du WCC.

## Membres du WCC
- Fédération australienne des chats (ACF) *
- Association des amateurs de chats (CFA) *
- Coordinating Cat Control Council of Australia (CCCA)
- Fédération Internationale Féline (FIFe) *
- Conseil d'administration de la Cat Fancy, Royaume-Uni (GCCF)
- Association féline néo-zélandaise (NZCF)
- Conseil des chats d'Afrique australe (SACC)
- L'Association internationale des chats (TICA) *
- Fédération mondiale des chats - (WCF) *

* Membres fondateurs.